# Hit and Run
Hit and Run é um filme de terror produzido nos Estados Unidos, dirigido por Enda McCallion e lançado em 2009.